# Judas Priest
Judas Priest — британская хэви-метал-группа, которая наряду с такими коллективами, как Black Sabbath, Deep Purple, Led Zeppelin и Uriah Heep определила звучание хэви-метала 1970-х годов, а также оказала огромное влияние на дальнейшее развитие этого стиля в целом. За 50 лет своей карьеры музыканты продали около 50 миллионов экземпляров альбомов по всему миру. В 2022 году коллектив был включён в Зал славы рок-н-ролла.
Основателями группы являются вокалист Эл Аткинс, гитарист Кеннет Даунинг и бас-гитарист Иэн Хилл, единственный бессменный участник. «Классический» состав Judas Priest, который также включает вокалиста Роба Хэлфорда и гитариста Гленна Типтона, с перерывом в 1993—2003 годах, когда группу покинул Хэлфорд, просуществовал 25 лет (до ухода Даунинга в 2011). Относительно нестабильным звеном коллектива всегда являлось место барабанщика (за 54 года существования в группе сменилось 9 ударников); в настоящее время (2023 год) и с 1989 года в составе Judas Priest играет барабанщик Скотт Трэвис.
Название группы является каламбуром эмоционального восклицания «Jesus Christ!». Идея назвать коллектив именно так появилась благодаря песне Боба Дилана «The Ballad of Frankie Lee and Judas Priest» (1967).

## История группы

### Раннее время
История Judas Priest неразрывно связана с именами двух её отцов-основателей — Кеннета Даунинга и Иэна Хилла, двух школьных приятелей, которые увлекались игрой на гитаре, но узнали о музыкальных пристрастиях друг друга лишь после смерти их общего кумира — Джими Хендрикса. Друзья решили совместно создать музыкальный коллектив, пригласив на вакантное место барабанщика ещё одного школьного приятеля — Джона Эллиса (англ. John Ellis). Вскоре трио «прогрессивного блюза», как они сами определили свой стиль, приступило к репетициям в старой школе, которую местный викарий превратил в репетиционную базу, сдавая группам классные комнаты за умеренную плату в 5 шиллингов в день.
Группа Slade, к тому времени выпустившая уже несколько удачных пластинок, тоже приезжала туда репетировать. Школа называлась Holy Joe’s — «Святой Джо», и группа Кеннета и Хилла проводила в ней репетиции последующие полгода. Одну из репетиций случайно посетил Алан Аткинс (англ. Al Atkins), довольно известный в местных кругах вокалист, который предложил присоединиться к группе. Аткинс также хорошо играл на барабанах, гитаре, писал песни. Именно им и было предложено название группы «Judas Priest», которое вокалист позаимствовал у своей предыдущей группы, в свою очередь названной по имени персонажа из песни Боба Дилана «The Ballad of Frankie Lee And Judas Priest». Но бирмингемская Judas Priest, просуществовав всего несколько месяцев, распалась после того, как её гитарист покончил жизнь самоубийством.[уточнить] Этот коллектив был известен и Даунингу, поскольку он однажды проходил там прослушивание (неудачное). С согласия остальных участников старой группы квартет получил название Judas Priest. Группа отметила свой день рождения первым концертом, который состоялся 16 марта 1971 года в зале «Сент Джонз Холл» в городе Эссингтон. В зале было не более 70 человек, но новички были хорошо приняты, что позволило группе в тот вечер заработать 6 фунтов стерлингов.
После игры в Эссингтоне Judas Priest стала достаточно известной в местных рок-кругах. Однако участникам группы зарабатывать на жизнь игрой в клубах не удавалось. Идти же на обыкновенную работу не представлялось возможным, так как не оставалось бы времени на репетиции. Кеннет Даунинг, который давно порвал со своей семьёй, полтора года получал пособие по безработице, Иэн Хилл изредка получал деньги от матери, а барабанщик Джон Эллис продолжал свою дневную работу. К октябрю 1971 года, когда Judas Priest стала давать больше концертов, ему пришлось выбирать между участием в группе и дневной работой. 6 октября 1971 года Джон вышел на сцену в последний раз.
Ушедшего Джона Эллиса до конца года заменял Алан Мур (англ. Alan Moore), который потом ушёл в группу Sundance, и на смену ему в начале 1972 года пришёл музыкант Крис Кемпбелл (англ. Chris Campbell). К этому времени коллектив не только предварял выступления таких команд, как Status Quo и Thin Lizzy, но уже и сам приглашал к себе на «разогрев» молодые группы, среди которых была, например, Magnum.
Группа стала проводить концерты всё дальше от дома: в Ливерпуле, Манчестере и Лондоне. Однако первое выступление в столице разочаровало участников Judas Priest — они выступали в пабе перед довольно безразличной к року публикой. Проблема с деньгами оставалась, и ещё два участника группы — Алан Аткинс и Крис Кампбелл — покинули Judas Priest. Оставшись вдвоём, гитарист Кей Кей Даунинг и басист Иэн Хилл оказались перед выбором: либо искать новых музыкантов, либо распускать группу.
Решение вопроса пришло неожиданно. У девушки Даунинга, Карол Хайлз, была подруга Сью Хэлфорд, за которой стал ухаживать басист Иэн Хилл. Хилл и Даунинг рассказали о ситуации с группой, и Сью предложила на роль вокалиста своего брата, Роберта Хэлфорда. В небольшой квартире на окраине Бирмингема двое участников Judas Priest встретились с Робом. Во время встречи выяснилось, что у них общие музыкальные интересы и пристрастия. Когда речь зашла о барабанщике, Хэлфорд предложил кандидатуру Джона Хинча (англ. John Hinch), с которым он играл в предыдущей своей группе Hiroshima. После этого разговора вскоре все четверо собрались в школе «Holy Joe» и стали репетировать. Впоследствии К. К. Даунинг признался, что захотел попробовать Хэлфорда в качестве вокалиста Judas Priest после того, как услышал, как тот при первой их встрече подпевал звучавшей по радио песне в исполнении американской певицы Дорис Дэй — звезды 1950—1960-х годов. Также Даунинг выяснил, что Хэлфорд умеет играть на губной гармонике, что очень ценилось в блюзовых коллективах того времени. После репетиции в «Holy Joe» Хэлфорд и Хинч были приняты в коллектив.

### ПриходГленна Типтона.Rocka Rolla(1974)
1973 год группа провела в основном выступая в различных клубах Великобритании. Участники группы ездили на микроавтобусе, самостоятельно выгружали и устанавливали необходимое оборудование и разбирали его после концертов. Время между концертами Кей Кей Даунинг и Роберт Хэлфорд проводили в основном дома, записывая многочисленные кассеты со своими идеями.
Зимой 1974 года группа впервые поехала на гастроли за границу — в Голландию. Из-за суровых морозов и нехватки денег на гостиницу спать участникам приходилось в гастрольном автобусе. В конце марта Judas Priest отправились в Норвегию.
Там группа получила известие, что небольшая звукозаписывающая фирма Gull захотела заключить с Judas Priest контракт. Контракт был подписан в Лондоне 16 апреля 1974 года. Он давал группе возможность записать свою первую пластинку, однако, согласно его условиям, Judas Priest было необходимо найти второго гитариста. По мнению представителей Gull, включение ещё одного гитариста в группу было бы удачным коммерческим ходом, так как почти все рок-коллективы того времени имели стандартный состав из четырёх человек, и наличие в составе двух гитаристов будет нестандартным ходом, который сможет привлечь к группе внимание. Вторым гитаристом стал Гленн Типтон, до прихода в Judas Priest выступавший в группе The Flying Hat Band, которая не имела менеджера, поэтому не давала концертов и не была особенно доходной. Гитарный дуэт Judas Priest стал новаторством в исполнении метала и был впоследствии скопирован многими группами.
Мы стали одной из первых хеви-металлических групп, в которой было два лидер-гитариста, — говорил Гленн Типтон. — Позже многие команды скопировали нашу идею, но в те дни это выглядело новаторски.
Фирма Gull наняла известного по тем временам продюсера Роджера Бэйна, который работал с Black Sabbath на заре её карьеры и который был известен в качестве продюсера тяжёлой музыки. Участники Judas Priest полностью доверились ему и его вкусам и записали свой первый альбом, названный Rocka Rolla. Он был выпущен 6 сентября 1974 года. Однако выпуск пластинки обернулся большим разочарованием для музыкантов. Прежде всего, запись на виниле была крайне тихой, хотя в студии музыканты играли «достаточно громко и тяжело». Предполагалось, что при переносе ленты на прототип пластинки уровень громкости обрезали, чтобы он не выходил за рамки технических стандартов.
Другим разочарованием стало то, что на обложке альбома была изображена пробка от кока-колы с выведенным на ней названием альбома. По идее авторов, этот ход должен был расширить аудиторию слушателей альбома. В фирме Gull Judas Priest уверяли, что не стоит появляться на свет со штампом хеви-металической группы. По своей неопытности музыканты согласились на это. Однако неудачи выпуска альбома компенсировались тем, что за Judas Priest закрепилось звание концертной группы. Первый квартал 1975 года группа проводила выступления в Скандинавии, затем в Великобритании. В Норвегии Judas Priest опять дала концерт в том клубе, после выступления в котором удалось заключить контракт, и снова он сыграл положительную роль в истории коллектива. После концерта музыкантов пригласили на рок-фестиваль в Рединге. Выступление на этом фестивале в августе 1975 года стало поворотной точкой в развитии группы, так как на неё обратили внимание журналисты британской и мировой музыкальной прессы.

### Смена барабанщиков. Первые американские гастроли (1975 — 1977)
Вскоре после выступления в Рединге Джон Хинч покинул Judas Priest. В коллектив вернулся Алан Мур, который играл в группе три последних месяца 1971 года. Осень 1975 года Judas Priest провела в репетициях нового материала. Уже в декабре группа отправилась в лондонскую студию Morgan Studios для записи второго альбома. Хотя бюджет, выделенный для записи, был скромным, опыт, приобретённый музыкантами во время записи первого альбома, Rocka Rolla, помог провести запись на более высоком уровне. В результате второй студийный альбом, названный Sad Wings of Destiny, получился удачным и оправдал ожидания группы. Он поступил в продажу 23 марта 1976 года. В апреле Judas Priest отправилась в крупные гастроли по Великобритании, которые закончились лишь в конце июня. Sad Wings of Destiny был принят лучше, чем его предшественник, и на концертах собиралось больше людей. Однако доходы группы не компенсировали многочисленных расходов. Чтобы сохранить коллектив и не потерять возможности хотя бы иногда выезжать на концерты, участникам Judas Priest снова пришлось устраиваться на дневную работу. Гленн Типтон устроился работать садовником, Иэн Хилл подрабатывал водителем, а Даунингу посчастливилось найти совсем лёгкую работу, на которой, по его словам, он ничего не делал, однако получал 15 фунтов в день. Роб Хэлфорд вспоминал, что это было тяжёлое время для Judas Priest, однако их девиз был «держаться вместе», и они этому девизу не изменили.
В 1976 году в Великобритании произошла «панк-революция». Так как панк-рок становился всё популярнее, то группы, играющие хард-рок и хеви-метал, подвергались острой критике в музыкальных изданиях. Judas Priest не стала исключением. Гленн Типтон вспоминал, что это был трудный период для Judas Priest, так как «всякий длинноволосый музыкант, играющий тяжёлый рок, подвергался потоку оскорблений в печати». Однако к концу 1976 года новые менеджеры Judas Priest сумели заинтересовать крупную международную корпорацию CBS. Они разорвали контракт с фирмой Gull и подписали контракт с CBS. Теперь он распространялся на весь мир. Тут же группа приступила к репетициям, которые проходили в женском монастыре. Типтон вспоминал, что монахини, по всей видимости, разрешили им репетировать там, потому что думали, что Judas Priest является церковной группой; они даже пригласили музыкантов выступить на чаепитии в монастырском саду, однако участники Judas Priest отказались. К записи новой пластинки группа приступила в январе 1977 года, пригласив продюсером бывшего басиста Deep Purple Роджера Гловера. Барабанщик Алан Мур во второй раз покинул группу, на замену ему пришёл сессионный музыкант Саймон Филлипс (англ. Simon Phillips). Новый лейбл и продюсер обеспечили группе все условия для написания качественного альбома. Им стала пластинка Sin after Sin, которая вышла в продажу в апреле 1977 года. Вскоре после её выхода Саймон Филлипс, к большому огорчению остальных музыкантов, отказался дальше принимать участие в работе коллектива. На смену ему был приглашён Лесли Бинкс. После хорошо организованных гастролей по Великобритании, которые закончились в лондонском театре «New Victoria», группе предстояла поездка на гастроли в США. Гленн Типтон вспоминал, что это казалось группе «путешествием в нечто нереальное». Первый американский концерт Judas Priest состоялся 17 июня 1977 года в городе Аморилла, за ним последовало множество концертов по штату Техас и югу США, среди которых были и два выступления на «разогреве» у Led Zeppelin.

### Stained Class,Killing Machine,Unleashed in the East(1978 — 1979)
После окончания гастролей в США группа приступила к работе над новым альбомом с продюсером Деннисом МакКеем. Новый альбом Stained Class вышел 10 февраля 1978 года. Название пластинки является игрой слов с англ. Stained glass (витражное стекло): англ. Stained class приобретает совершенно другое значение — «запятнанный, запачканный класс (общества)». В альбоме Stained Class присутствуют элементы спид-метала и трэш-метала, песню «Exciter» часто называют предшественницей спид-метала, а самих Judas Priest после этого альбома стали называть «дедами трэш-метала». На обложке альбома был представлен новый логотип группы, который с небольшими изменениями остался у неё и до сегодняшнего дня.
На последующих гастролях Роб Хэлфорд, ранее менявший по несколько сценических костюмов за одно выступление, стал появляться на сцене в чёрной одежде. К осени 1978 года вдобавок к чёрной одежде в имидже группы появились изделия из металла, в то время нехарактерные для металлистов. Именно тяга Роберта к коже и металлу вдохновила одну из песен («Hell Bent for Leather») следующего альбома Killing Machine, который вышел в свет в ноябре 1978 года.
Незадолго до выхода Killing Machine группа впервые выступила в Японии. От японских гастролей у коллектива остались хорошие впечатления. В качестве синглов были выпущены песни «Evening Star», «Rock Forever» и «Take On the World», которая заняла 14 место в чарте «Billboard Top Pop Singles». Популярность группы продолжала расти.
Judas Priest была приглашена на престижную в то время еженедельную передачу «Top of the Pops». Альбом получил статус «золотого» по сертификации RIAA 10 ноября 1989 года. Вскоре группа отправилась в одну из телестудий BBC, чтобы снять клипы для своих песен. Всего было снято две версии «Take On the World», «Killing Machine», «Rock Forever» и «Evening Star», везде Роб пел под фонограмму. На сцене Хэлфорд стал появляться с хлыстом и иногда даже с автоматом, из которого стрелял. Однако при записи клипов хлыстом пользоваться ему запретили в связи с конфликтом с дуэтом Донни и Марии Осмонд. Для американского рынка название альбома было изменено на Hell Bent for Leather, отличием от Killing Machine стало также включение в американскую версию альбома бонус-трека «The Green Manalishi (With the Two-Pronged Crown)». Её появление в альбоме было связано с тем, что американское отделение компании CBS настояло на том, чтобы для американского издания группа записала кавер-версию. Это было вызвано необходимостью раскрутки коллектива на радио. Было рассмотрено несколько вариантов, и в конце концов музыканты остановили выбор на песне «Green Manalishi» группы Fleetwood Mac, впоследствии ставшей чуть ли не основным хитом в альбоме.
Как и следовало ожидать, американское турне, включавшее 45 концертов, прошло с большим успехом, а билеты на три концерта в лос-анджелесском Starwood Club были распроданы полностью.
Летом 1979 года на несколько недель группа отправилась в студию Starkling Studios, принадлежащую Ринго Старру, для сведения концертных лент, накопленных во время гастролей по Японии. Первоначально эту запись японское отделение CBS — Sony Records —, обратившее внимание на огромный успех турне, намеревалось издать только для японских поклонников Judas Priest. Но после сведения плёнок музыканты остались настолько довольны результатом, что первый концертный альбом было решено выпустить во всём мире. Альбом Unleashed in the East вышел в сентябре 1979 года. Спустя много лет известный рок-журналист Джефф Бартон назовёт эту запись альбомом, который лучше всего характеризует группу образца 70-х годов. Но сразу после своего появления пластинка вызвала далеко не однозначную оценку: чересчур отшлифованный звук вызвал подозрения в том, что запись была доработана в студии, уже после того как концерт состоялся.
После выхода новой пластинки группа отправилась в десятинедельные гастроли по Америке вместе с группой Kiss с новым барабанщиком Дейвом Холландом, который пришёл на смену Лесли Бинксу после длительных прослушиваний. Причина ухода Бинкса заключалась в том, что, по мнению остальных участников, на концертах ему не хватало «грубой силы», хоть в студии он и работал отлично. После окончания совместных с KISS гастролей Judas Priest отправилась в турне длительностью полтора месяца самостоятельно. Компания «Harley-Davidson» к этому времени заключила с группой рекламный контракт, согласно которому Judas Priest получили новый мотоцикл, на котором Роб Хэлфорд и стал появляться на сцене. Последний американский концерт группа дала 4 ноября в Нью-Йорке, и он транслировался по радио. Через несколько дней группа отправилась на гастроли в поддержку AC/DC, которые продолжались до самого Рождества 1979 года.

### British Steel,Point of Entry(1980 — 1981)

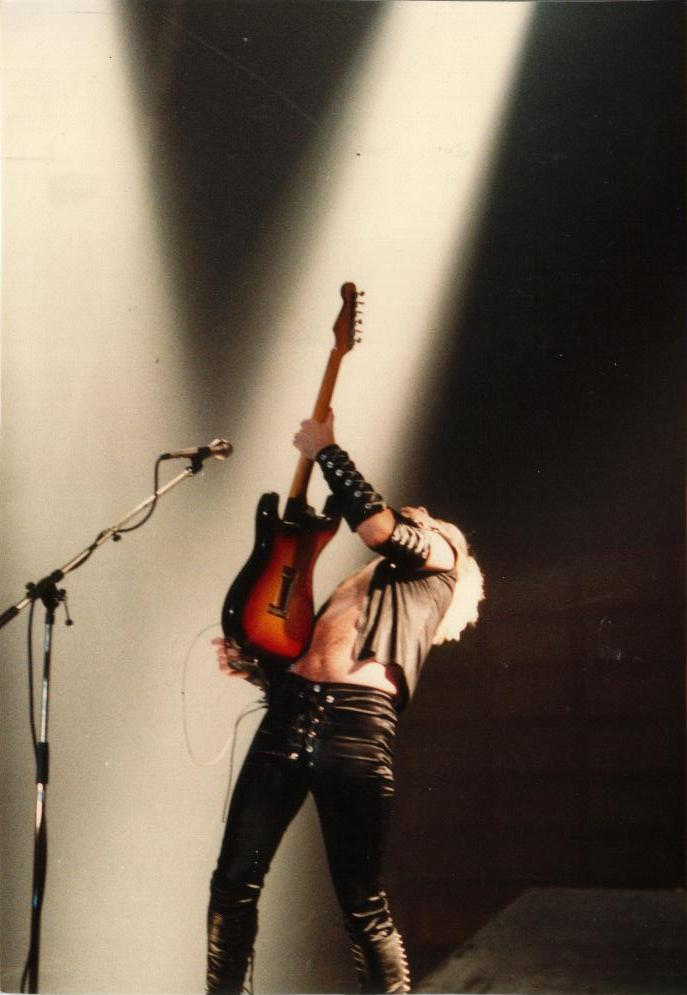
К. К. Даунинг (1980 год)

К концу 1979 года в Великобритании стихла панк-революция и страна переживала новый всплеск увлечения хэви-металом. Появились первые группы так называемой «новой волны британского хэви-метала» (NWOBHM) — Saxon, Iron Maiden, Samson и др. Музыкальная пресса вновь стала уделять больше внимания этому стилю музыки.
Чтобы поддержать внимание к жанру в целом и к себе в частности, в феврале Judas Priest вновь отправилась в Starkling Studios с продюсером Томом Алломом для записи нового альбома. Название нового альбома недвусмысленно указывало на патриотизм музыкантов, что подтверждал и сам Роб Хэлфорд:
Мы хотели стать интернациональной группой, пропагандирующей по всему миру британскую хеви-металлическую музыку, и название альбома как нельзя лучше это отражало.
Сразу после записи группа отправилась в очень успешные гастроли. Judas Priest снова пригласили выступить на телепередаче «Top of the Pops», однако концерт был сорван из-за плохих погодных условий (музыканты были вынуждены добираться до студии на вертолёте). В апреле 1980 года в продажу поступил новый альбом группы — British Steel. Обложка альбома была очень броской и запоминающейся. Несколько песен из альбома прошли в эфир американских и европейских радиостанций. Были выпущены синглы «Living After Midnight/Delivering the Goods» (12 место в британских чартах), «Breaking the Law/Metal Gods» (12 место в британских чартах) и «United/Grinder» (26 место в британских чартах). Ограниченное издание сингла «Breaking the Law/Metal Gods» поставлялось с настоящим лезвием.
Несмотря на успех на родине, группе ещё предстояло приобрести известность в США, без чего, по словам Гленна Типтона, группа бы просуществовала ещё максимум три-четыре года. В конце апреля 1980 года Judas Priest отправились в турне по Соединённым Штатам, которое закончилось лишь в конце июня в Нью-Йорке. К этому времени альбом British Steel получил статус «золотого». В августе группа отправляется в Англию на фестиваль Monsters of Rock в Донингтоне, чтобы выступить на одном из известнейших рок-фестивалей в качестве хедлайнеров.
Подходило время к записи нового альбома. Так как ожидалась немалая прибыль, а подоходный налог в Великобритании был в то время очень высокий, группа решила записываться в Испании в хорошей и недорогой студии на Ивисе. В феврале 1981 года увидел свет ориентированный в основном на американскую аудиторию альбом Point of Entry, ставший самым спорным альбомом в дискографии классической Judas Priest. По сравнению с British Steel звучание стало более мягким, а сам материал — более экспериментальным, порой приближенным к арт-року. Изменения произошли и в текстовом плане: по выражению Хэлфорда, он устал петь о демонах и убийцах, что стало одним из клише хэви-метала. Штамповка пластинок с этим альбомом была прекращена в 1983 году, и сегодня виниловый вариант альбома найти крайне сложно. Гленн Типтон сказал, что «оглядываясь назад, эту пластинку можно назвать „непонятой“».
Несмотря на относительную неудачу альбома, последовавшие за его выходом гастроли в США (где на разогреве у Judas Priest выступала Iron Maiden) оказались весьма успешными. Так как на одном из концертов предыдущего американского турне Типтон, запутавшись в многочисленных проводах, находившихся на сцене, упал прямо перед многочисленной публикой, в новом турне было решено использовать техническое новшество тех лет: встроенные передатчики и радиомикрофоны, которые позволяли обходиться без привычного обилия проводов и аппаратуры на сцене, что удивляло американских зрителей. Гастроли, начавшиеся в феврале, продолжались до самого конца лета. Летом группа вновь вернулась на Ивису для записи очередного альбома, а в ноябре того же года была проведена европейская часть турне.

### Screaming for Vengeance,Defenders of the Faith(1982—1984)
Второй «провальный» альбом мог бы положить конец группе, поэтому следующая за Point of Entry пластинка записывалась (опять же на Ивисе) очень долго. Лишь когда группа была полностью удовлетворена записанным материалом, его отправили на микширование во Флориду. Результатом кропотливого труда группы и многочисленных людей, принявших участие в работе над записью, стал новый альбом Screaming for Vengeance. К моменту выхода пластинки перерыв в деятельности Judas Priest длился уже полгода. Для концертов группы были подготовлены новые декорации гигантских размеров, и Роб Хэлфорд впоследствии вспоминал, что удивлялся, как рабочие успевали разбирать и собирать их каждый концерт.
Гастроли начались 26 августа с концерта в штате Пенсильвания. Изначально предполагалось, что турне продлится до декабря, однако вышедший Screaming for Vengeance очень хорошо продавался и вошёл в первую двадцатку американских чартов, в результате чего было решено продолжить гастроли и после Нового года. Пластинка к этому времени получила статус «золотой». Одной из главных причин успеха альбома стало то, что композиция «You've Got Another Thing Comin'» (на которую был снят клип) вошла в ротацию музыкального телеканала MTV, который уже активно работал к этому времени. Концерты, которые прошли в более чем ста городах США, закончились лишь в марте 1983 года. Последний концерт турне состоялся на Гавайях. В это время группа получила хорошие известия от звукозаписывающей компании: было продано более 1 млн копий альбома, и он стал «платиновым» в США по сертификации RIAA.
К этому времени у группы появились проблемы с менеджментом. В какой-то момент менеджера у группы не было вообще, что обязывало участников группы заниматься помимо концертной деятельности также и телефонными звонками, финансовыми делами и улаживанием конфликтов. Проблема была решена к маю 1983 года, когда место менеджера Judas Priest занял Билл Карбешли.
Контракт со звукозаписывающей компанией обязывал группу как можно скорее выпустить новый альбом. Местом записи новой пластинки вновь стала Ивиса. На сочинение и запись десяти песен для нового альбома у группы ушло всё лето 1983 года. Трагический случай произошёл во время пребывания на Ивисе с Кеннетом Даунингом: возвращаясь из студии, он попал под машину — местное такси. Гитарист был госпитализирован, однако серьёзных травм не получил. После записи отдельных партий группа отправилась во Флориду для микширования будущей пластинки. Только во время сведения песни Defenders of the Faith альбом получил своё название. Роб Хэлфорд вспоминал:
С этим названием всё стало на свои места, потому что оно объясняет всё о нас самих. Judas Priest — это и есть защитники веры. А вера наша — хэви-метал. Мы защищаем его от всяких нападок, от того, чтобы он не вышел из моды, во что мы, кстати, сами не верим. И самое главное, название «Защитники веры» близко не только нам, но и всем фанатам метала во всём мире. Это — заявление для нас и от нас всех.

Группа Judas Priest во время концерта в Сан-Себастьяне. 3 февраля 1984 года
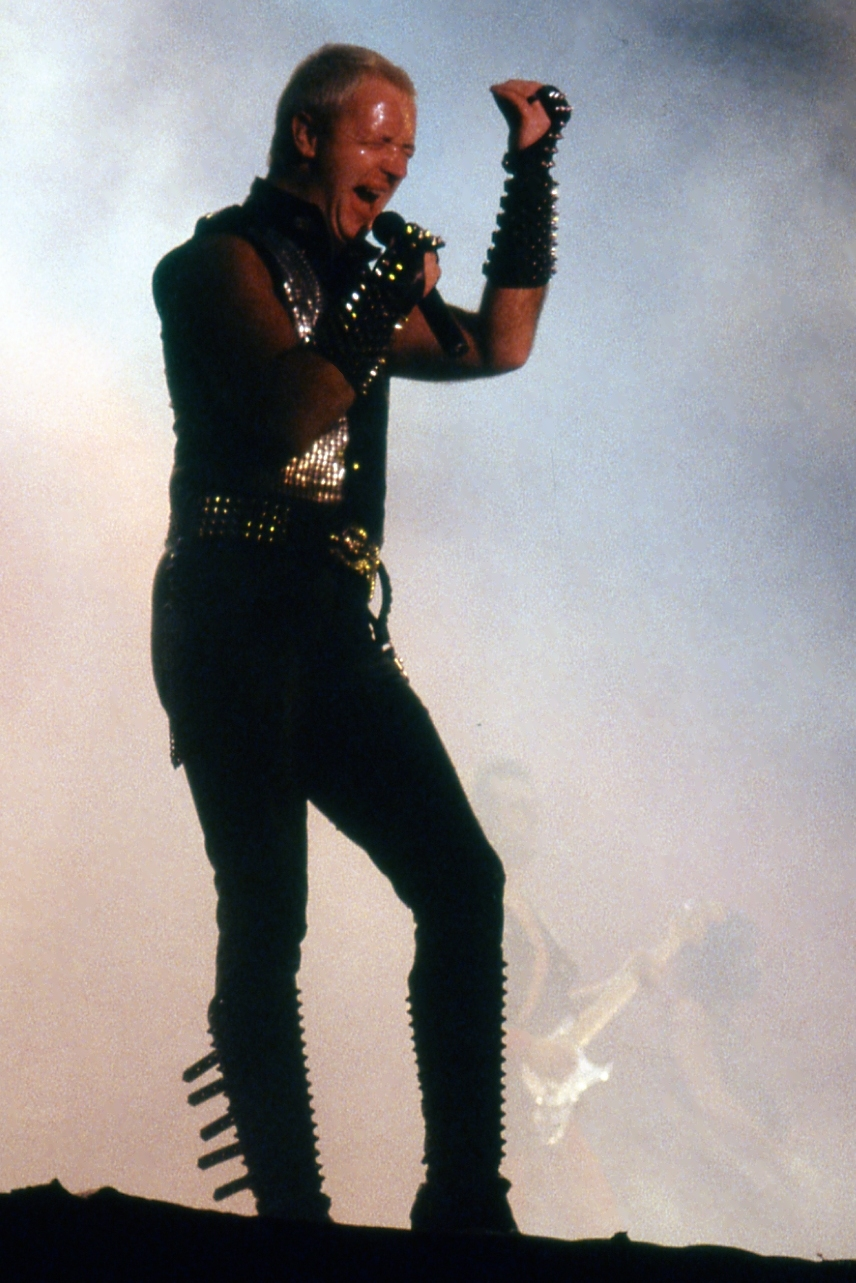
Роб Хэлфорд
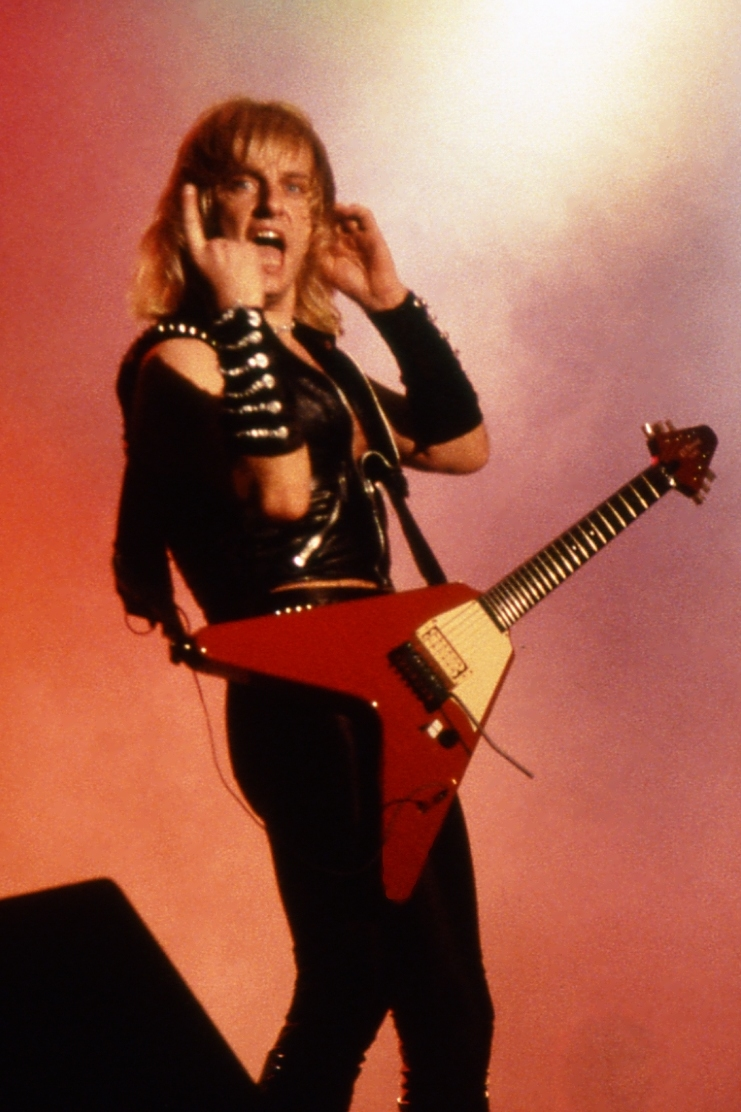
К. К. Даунинг
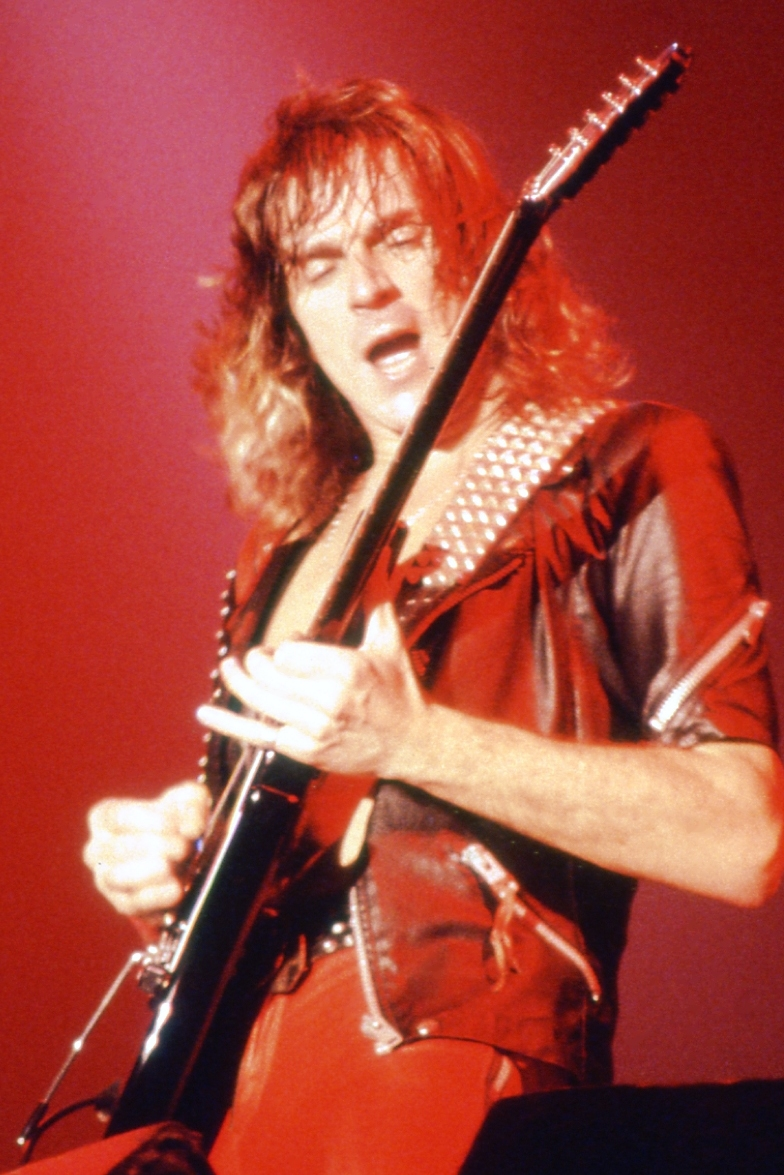
Гленн Типтон

Группа не появлялась в Великобритании с 1981 года — со времён гастролей в поддержку Point of Entry, поэтому решено было дать несколько концертов у себя на родине. Во время репетиций в Лондоне был снят клип на песню «Freewheel Burning», которая впоследствии была выпущена как сингл. Виниловая версия альбома вышла в январе 1984 года, CD-версия — в июле. Критики и поклонники восторженно приняли альбом. Последовало европейское турне, концерты в рамках которого прошли во Франции, Германии, Испании, скандинавских странах. В марте 1984 года группа отправилась гастролировать в США вместе с такими известными коллективами как Van Halen, Scorpions, Ozzy Osbourne. Сцена, на которой выступала группа, оформлялась в духе обложки альбома Defenders of the Faith: элементом её декорации стал Металлиан — позаимствованный с обложки альбома персонаж — гибрид танка, усатого льва и гигантской коровы. Роб Хэлфорд впоследствии вспоминал, что подобное оформление сцены было очень дорогим, но принцип группы с самых ранних дней гласил: «Деньги, заработанные на концертах, вкладывать в новые концерты».

### Turbo,Ram It Down(1986 — 1988)
После концертов в США, Японии и Австралии весь 1985 год группа провела в студии. Единственным концертом, на котором появились Judas Priest, был Live Aid — крупная благотворительная акция в пользу голодающих Эфиопии.
После долгого пребывания в Соединённых Штатах музыка группы подверглась американским веяниям. Звучание альбома Turbo, вышедшего в апреле 1986 года, заметно отличалось от предыдущих работ Judas Priest: помимо обычных электрогитар Даунинг и Типтон играли также на гитарном синтезаторе. Мнения фанатов на этот счёт разделились. Многие не были готовы принять синтезаторное звучание, однако Роберт Хэлфорд в интервью утверждал, что и с синтезаторами можно добиться тяжёлого металического звучания. Judas Priest была одной из первых групп, воплотивших в жизнь идею использования синтезаторов. Некоторых критиков не удовлетворили также и тексты песен альбома, которые стали более простыми и прямолинейными. Запись альбома проходила гладко, группа записала 18 песен и хотела выпустить двойной альбом под рабочим названием Twin Turbos, но в те времена двойные альбомы были гораздо дороже обычных и выпуск такого альбома принёс бы меньше доходов. Группа даже хотела выпустить альбом двойным по цене обычного, но звукозаписывающая компания CBS отказала им в этом.
На песни «Turbo Lover» и «Locked In» были сняты клипы. Несмотря на то, что Judas Priest знали как любителей мотоциклов Harley-Davidson, мотоциклы в клипах были марки Honda.
В поддержку альбома в марте стартовал тур «Fuel For Life». После концертов в США и Канаде прошли гастроли по Европе, Японии — музыканты выступили практически во всех западноевропейских странах, кроме Великобритании, где альбом продавался крайне плохо. Заключительными концертами турне «Fuel For Life» в поддержку Turbo стали пять выступлений в Японии.
Результатом прошедшего тура стал двойной концертный винил Priest...Live!, появившийся в продаже в июне 1987 года, в придачу к которому было выпущено концертное видео под таким же названием, фиксирующее выступление в Далласе. В поддержку новых релизов был предпринят необычный промотур: музыканты гастролировали по небольшим клубам, где демонстрировали концертное видео и общались с поклонниками.
Следующий альбом был записан в Дании и получил название Ram It Down. Альбом включал преимущественно песни с «металической» тематикой, включая «Monsters of Rock», именем которой предполагалось назвать альбом. Однако музыканты посчитали это название не столь оригинальным, как Ram It Down. 7 мая в Стокгольме был дан первый концерт европейского тура в поддержку новой пластинки. Впервые за долгое время Judas Priest отправились на гастроли в Великобританию, где помимо Лондона, Манчестера и Эдинбурга посетили также родной Бирмингем.
Во время американской части турне покинуть группу решил Дэйв Холланд. По его собственным словам, он не выдерживал напряжения гастрольного графика и был не в состоянии выкладываться на концертах настолько, насколько этого требовалось. Однако барабанщик не бросил группу посреди турне и согласился остаться вплоть до последнего концерта, после которого и расстался с коллективом. Для поиска замены Холланду музыканты объявили конкурс, где намеревались найти молодого барабанщика, использующего технику Double Bass. В результате на место нового барабанщика был приглашён Скотт Трэвис.

### Painkiller. Уход Роба Хэлфорда (1990)
С новым ударником группа приступила к записи очередного альбома, продюсером которого на этот раз выступил Крис Цангаридес, выступавший в роли звукоинженера альбома Sad Wings of Destiny. Отказ от продолжения работы с Томом Алломом Роб Хэлфорд объяснял так:
С Томом за долгие годы нас связала фантастическая дружба, но в то же время, все мы чувствовали, что настало время перемен. Нам были нужны свежие идеи, новый звук, новые возможности. Мы решили, что это — работа для Криса.
3 сентября 1990 года стало датой релиза новой пластинки Judas Priest под названием Painkiller. Альбом стал знаковым не только для группы, но и для жанра метал в целом.
Последовавший за выпуском альбома тур сопровождался участием таких разогревающих команд, как Testament и Megadeth, кульминационным моментом гастролей стал концерт на фестивале Rock in Rio (Бразилия).
Часть сценического шоу Judas Priest часто включала появление на мотоцикле Harley-Davidson Роба Хэлфорда, одетого в байкерскую кожаную куртку и солнцезащитные очки. На шоу в Торонто в 1991 году он получил серьёзный удар во время подъёма на сцену на мотоцикле: произошло столкновение с подъёмником барабанной установки, скрытым за облаками сухого льда. Несмотря на полученную травму и временную потерю сознания, вокалист отыграл весь концерт перед госпитализацией.

#### Судебный процесс
Летом 1990 года группа была вовлечена в судебный процесс в связи с обвинениями в подстрекательстве к самоубийству, который не только послужил поводом для отсрочки выхода Painkiller, но также мог завершить карьеру Judas Priest. Трагические события, которые привели Judas Priest на скамью подсудимых, разыгрались 23 декабря 1985 года, когда двое подростков, 20-летний Джеймс Вэйнс и 18-летний Реймонд Белкнеп, приняв дозу наркотиков и алкоголя, взяли с собой оружие и направились к местной церкви. Постреляв по окнам, 18-летний Рэймонд выстрелил из обреза себе в голову, от чего скончался на месте. Джеймс Вэйнс последовал его примеру, однако после выстрела остался жив, хотя дробь, которая прошла мимо мозга, сильно изуродовала его лицо: парень лишился челюсти, носа и губ. Через три года Джеймс Вэйнс скончался в больнице, приняв смертельную дозу обезболивающего, однако перед этим он заявил, что на попытку суицида его с другом спровоцировала песня Judas Priest «Better By You, Better Than Me» из альбома Stained Class, при прослушивании определённого отрезка которой в обратном порядке можно услышать призыв «Do it» («Сделай это»).
Пытаясь возложить вину за смерть детей на кого-нибудь, родители подростков предъявили иск Judas Priest, основывая обвинения на том, что в тот день Джеймс и Реймонд слушали их песню (которая является кавер-версией песни Spooky Tooth). Однако поиск закодированных сообщений на плёнке не привёл к желаемым для обвиняющей стороны результатам: все обвинения с музыкантов были сняты. Сами участники группы, не стремившиеся к подобной скандальной славе, были истощены длительным судебным процессом, на котором Хэлфорду даже самостоятельно пришлось исполнить песню.

#### Уход Хэлфорда
После окончания тура в поддержку альбома Painkiller в июле 1992 года Роб Хэлфорд объявил о создании сайд-проекта Fight, в котором собирался реализовать те свои музыкальные идеи, которые не могли воплотиться в жизнь в рамках Judas Priest. Музыкант собирался вернуться в родной коллектив после выпуска альбома и гастролей с новой группой. Однако звукозаписывающая компания Judas Priest, Columbia Records, заявила, что не заинтересована в новом проекте Хэлфорда, с которым у неё по-прежнему был заключён контракт. В ответ вокалист 4 июля 1992 года в эфире американского MTV объявил о том, что покидает группу и разрывает контракт с Columbia. Спустя два года Хэлфорд так ни разу и не связался со своими бывшими коллегами, уведомив их о своём уходе по факсу. Тогда одной из главных причин ухода из группы он назвал «постоянную грызню между Типтоном и Даунингом».

### Группа сТимом Оуэнсом
Проведя долгое время в поисках нового вокалиста (январь 1995 — май 1996 годов), группа нашла выход из сложившегося положения в лице американца Тима Оуэнса, исполнявшего в клубах кавер-версии Judas Priest. Появление Оуэнса значительно изменило творческую линию группы: музыка стала «тяжелее» (приблизилась к стандартам трэш-метала), вокальные партии в песнях стали проще.
Обновлённым составом группа записала два альбома: Jugulator (1997) и Demolition (2001). Песня «Blood Stained» из альбома Jugulator (1997) вошла в саундтрек для фильма «Невеста Чаки» (1998), а другая песня, «Bullet Train», была номинирована на премию Грэмми, однако проиграла композиции Metallica «Better Than You».
Перед выходом второго релиза группа около трёх лет провела в студии, вместе с тем пытаясь найти лейбл для выпуска очередного альбома. Примерно в то же время, осенью 1999 года, появилась информация о готовящемся выходе киноленты, посвящённой судьбе Тима Оуэнса и его присоединению к Judas Priest. Идея фильма была основана на статье в The New York Times, опубликованной в августе 1997 года («Metal Head Becomes a Metal God» («Металлист становится „богом метала“»)), которая рассказывала реальную историю Тима «Потрошителя» Оуэнса. Одна телекомпания выкупила у журнала права на статью и содержащееся в ней интервью Оуэнса, получив таким образом единоличные права на киноленту. Изначально фильм намеревались назвать «Metal God», однако Хэлфорд предъявил авторские права на это название, и фильм пришлось переименовать в «Рок-звезда». Не признавая изначально фильма как отражения действительных событий, музыканты окончательно отказались признавать какие-либо аналогии, увидев его окончательную версию.
В том же 2001 году компании Columbia/Sony запланировали переиздать весь бэк-каталог Judas Priest в три этапа, добавляя к альбомам бонусные материалы (две не выпущенные композиции на каждый переизданный альбом, среди них — концертные записи). Увенчал переиздание выпущенный в 2004 году бокс-сет Metalogy.

### Воссоединение с Хэлфордом (с 2003 года)
Долгое время Хэлфорд утверждал, что не собирается возвращаться в Judas Priest, однако в январе 2003 года барабанщик Скотт Трэвис публично признался в интервью журналу «Brave Words & Bloody Knuckles»: «Мы надеемся, Роб воссоединится с группой и мы отправимся в турне этим летом. Теперь всё зависит от него, он должен принять решение».
После появления в прессе заявления барабанщика с опровержением любой возможности воссоединения выступили как менеджер Judas Priest, так и сам Хэлфорд. Однако в скором времени выяснилось, что слухи о возвращении «Бога Метала» не были беспочвенными: 11 июля 2003 группа Judas Priest официально объявила о воссоединении с Робертом Хэлфордом. Как признался впоследствии сам вокалист, мысли о возвращении в Judas Priest впервые посетили его ещё во время работы над первым альбомом группы Fight. Тогда Хэлфорд через человека, хорошо знакомого как с ним, так и с остальными участниками Judas Priest, предложил своим бывшим коллегам продолжить сотрудничество, но получил отказ. Спустя несколько лет, когда Даунинг, Хилл и Типтон собрались в особняке Хэлфорда, чтобы обсудить предложение компании Sony о выпуске бокс-сета Metalogy, идея о воссоединении прозвучала снова, на этот раз её выразил Джейн Эндрюс (англ. Jayne Andrews), менеджер Роба Хэлфорда. Предложение получило поддержку со стороны всех участников переговоров, и в скором времени музыканты начали разрабатывать планы на совместное творческое будущее.
В 2004 году участники Judas Priest провели мировое турне, в ходе которого выступили сохедлайнерами на фестивале Ozzfest. В начале 2005 года вместе с Хэлфордом группа выпустила альбом Angel of Retribution. Тим Оуэнс, мирно покинувший коллектив, не остался без работы, а перешёл в американскую метал-группу Iced Earth, с которой, ещё числясь в составе Judas Priest, намеревался записать альбом The Glorious Burden. В марте 2005 года Оуэнс объявил о создании сольного проекта Beyond Fear. Впрочем, и это музыкальное формирование не станет для него стабильным местом работы и последующие несколько лет музыкант проведёт, попеременно участвуя в различных проектах — будет выступать в группе Ингви Мальмстина, выпустит альбом под собственным именем, а в 2009 году станет участником супергрупп Charred Walls of the Damned и HAIL!.
| |  |  |  |  |
| Пресс-конференция группы Judas Priest в Москве 27 ноября 2005 года слева направо: Роб Хэлфорд, Скотт Трэвис, Гленн Типтон, Иэн Хилл и K.K. Даунинг |  |  |  |  |

В апреле 2006 года в прессе появилось заявление музыкантов о создании группой нового, на этот раз концептуального альбома, в основу сюжета которого была положена история о Мишеле Нострадамусе — французском предсказателе XVI века. Идея написания концептуального альбома пришла со стороны менеджера группы Билла Карбишли (англ. Bill Curbishley). На совместном обеде с группой во время окончания Retribution tour он вспомнил успех своих бывших подопечных The Who и их успех с рок-оперой Tommy и предложил в качестве сюжета историю известного средневекового прорицателя. Идея сразу же была одобрена участниками группы. Весну и лето 2006 года музыканты провели в работе над новым альбомом, единственным их выступлением за это время было появление на церемонии VH1 Rock Honors.
10 апреля 2008 года Blabbermouth.net сообщил, что новый альбом будет выпущен в Германии 13 июня текущего года, в Европе — 16 июня, а днём позже — в Соединённых Штатах. Коллектив затем объявил через собственный веб-сайт 22 ноября 2007 года, что группа будет проводить гастроли в поддержку альбома Nostradamus. Тур стартовал в Хельсинки, Финляндия, 3 июня 2008 года и прошёл через Европу, Северную Америку, Австралию, Южную Корею, Японию. Через несколько недель он продолжился в Мексике, Колумбии, Бразилии и Аргентине. В начале 2009 года музыканты продолжают гастролировать: в их планах — выступления в Великобритании и других странах Западной Европы.
В декабре 2008 года Judas Priest были номинированы сразу на две номинации «Грэмми» (Лучшее хард-рок-исполнение — Visions и Лучшее метал-исполнение — Nostradamus (сингл)), однако статуэтки не получили.
7 декабря 2010 на официальном сайте группы был анонсирован мировой тур «Epitaph», который станет последним в истории Judas Priest. Тем не менее, музыканты уверили фэнов, что не собираются завершать музыкальную карьеру: в январе 2011 года Judas Priest сообщили, что начинают работу над новым альбомом.
20 апреля 2011 года на официальном сайте было опубликовано сообщение о том, что К. К. Даунинг покидает группу. В качестве концертного гитариста для грядущего тура был выбран Ричи Фолкнер из группы Lauren Harris.
"Wednesday, April 20, 2011
It is with regret that Judas Priest announce that K.K. DOWNING has formally retired from the band and will therefore not be joining them on their forthcoming EPITAPH Tour.
The band respect his decision and naturally all wish him well."
В 2014 году Judas Priest завершили работу над новым студийным альбомом. Новый альбом получил название Redeemer of Souls и вышел 8 июля в Америке, 11 июля в Европе и 14 июля в Англии.
23 октября 2017 года группа объявила название нового альбома — Firepower, который впоследствии вышел 9 марта 2018 года. В поддержку альбома группа отправится в североамериканское и европейское турне, с Saxon и Black Star Riders на разогреве.
5 января 2018 года на YouTube на официальном канале группы вышел клип на песню «Lightning Strike» (рус. Удар молнии) из грядущего альбома.
1 февраля 2018 года на YouTube на официальном канале была представлена песня «Firepower» (рус. Огневая мощь), с которой будет начинаться альбом.
12 февраля 2018 года стало известно, что у Гленна Типтона обнаружена болезнь Паркинсона. На официальном сайте группы сообщается, что диагноз был поставлен музыканту ещё десять лет назад, но сейчас его состояние ухудшилось, в связи с чем Типтон, возможно, пропустит несколько концертов тура в поддержку нового альбома. Подменять гитариста будет продюсер группы Энди Снип. Фолкнер заверил фанатов, что Типтон выступит с группой в «какой-то момент тура». Также в марте 2018 года в интервью Long Island Pulse он сказал, что ещё не было «обсуждений» о том, продолжит ли Judas Priest без Типтона или нет: «Я думаю, что нужно сосредоточиться на решении тех задач, которые мы имеем в настоящий момент, и отправиться в турне с альбомом Firepower. И сделать то, что мы умеем лучше всего: сыграть живьем для наших поклонников во всем мире. Все остальное — по-прежнему вопрос обсуждаемый, и это обсуждение должно состояться. Но сейчас главное — запись и турне».
20 марта 2018 года во время шоу в Ньюарке, Нью-Джерси, Типтон присоединился к группе, чтобы исполнить «Metal Gods», «Breaking the Law» и «Living After Midnight». После этого он сыграл с ними ещё несколько выступлений. 23 апреля 2018 года Judas Priest были объявлены сохедлайнерами наряду с Deep Purple, поскольку они отправятся в тур по Северной Америке с конца августа и до конца сентября 2018 года.
22 января 2019 года европейское турне Judas Priest с Оззи Осборном было отменено из-за серьёзной инфекции верхних дыхательных путей у Осборна. Позже группа подтвердила, что тур перенесён на 2020 год.
В марте 2019 года интервью австралийскому изданию May the Rock Be With You Хэлфорд заявил, что Judas Priest «определённо» выпустят девятнадцатый студийный альбом в будущем. Позже он сказал, что Типтон уже начал сочинять риффы. Басист Иэн Хилл сказал: «Некоторые весьма неплохие идеи, которые мы исключили из Firepower, который мы никак не решались завершить. В итоге весьма многое под вопросом. Когда оно сбудется, я не знаю.» Хэлфорд также выразил неуверенность относительно того, когда будет выпущен новый альбом, но заверил, что это произойдёт. Несмотря на состояние Типтона, Фолкнер сказал, что он «будет очень вовлечён в создание следующей записи». Хэлфорд подтвердил, что группа начала собирать идеи для следующего альбома, но сказал, что Firepower будет трудно превзойти. Затем он сказал, что написание песен начнётся в начале 2020 года и что в этом году нового материала не будет.
15 января 2020 года Фолкнер через Twitter сообщил, что он, Типтон и Хэлфорд встретятся в феврале 2020 года, чтобы начать работу над следующим альбомом группы. Процесс написания песен начался 3 февраля 2020 года. Хэлфорд подтвердил, что Энди Снип и Том Аллом вернутся, чтобы внести свой вклад в его производство.
Изначально Judas Priest должны были отправиться в турне 50 Heavy Metal Years Tour в 2020 году в Европе и Северной Америке, но его перенесли на 2021 год из-за пандемии COVID-19; однако из-за её продолжения европейский этап был перенесен на 2022 год. Они вернулись на сцену 15 августа 2021 года, став хедлайнерами фестиваля Bloodstock Open Air, и вновь воссоединившись с Типтоном для исполнения песен на бис . Турне началось 8 сентября. На шоу 26 сентября в Луисвилле гитарист Metallica Кирк Хэмметт присоединился к Judas Priest на сцене для исполнения песни «The Green Manalishi (With the Two Prong Crown)». Оставшаяся часть тура по США была отложена из-за того, что Фолкнер был госпитализирован из-за серьёзных проблем с сердцем. Он был перенесён на весну 2022 года с Queensrÿche в качестве группы поддержки, а европейский этап с Оззи Осборном был перенесен на 2023 год.
29 апреля 2021 года в возрасте 73 лет умер бывший барабанщик Джон Хинч, что подтвердил Хэлфорд на Instagram. Говоря о предстоящем альбоме, Хэлфорд сказал, что у группы есть «куча отличных новых идей для треков, много действительно сильных демозаписей», описав его как «мощную запись». Что касается написанного материала, басист Иэн Хилл сказал, что его хватит как минимум на альбом или два, выразив сомнение, что альбом будет выпущен до 2023 года из-за гастрольного графика группы.

## Стиль, истоки, влияние
Стилистически Judas Priest относят к жанру хеви-метал. Сами участники группы также неоднократно заявляли о том, что их музыка и есть самый настоящий хеви-метал, хотя одновременно и противопоставляли своё творчество металу 1970-х годов, олицетворяемому Black Sabbath. На протяжении более 40 лет их карьеры, звучание коллектива не было статичным и прошло долгий путь от влияния прог-рока в первых альбомах до грув-метал времён участия в группе Тима Оуэнса. Не изменяя своему классическому звучанию, группа не чуждалась применения инноваций в своём звучании: так, их альбом Turbo стал первым металическим альбомом, на котором были применены гитарные синтезаторы. По выражению Йена Криста:
К середине 1970-х годов хэви-метал эстетически мог быть, словно мифическое животное, укрыт пятнами переменчивого баса и сложной игры двух гитар Thin Lizzy, драматургического искусства Элиса Купера, испепеляющей гитары и яркого вокала Queen, оглушительных средневековых вопросов Rainbow… Judas Priest появились, чтобы объединить и увеличить эти разрозненные пятна звуковой палитры тяжёлого рока.

Оригинальный текст (англ.)By the mid-1970s, heavy metal aesthetic could be spotted, like a mythical beast, in the moody bass and complex dual guitars of Thin Lizzy, in the stagecraft of Alice Cooper, in the sizzling guitar and showy vocals of Queen, and in the thundering medieval questions of Rainbow… Judas Priest arrived to unify and amplify these diverse highlights from hard rock's sonic palette. For the first time, heavy metal became a true genre unto itself.
Истоки творчества группы лежат в хард-роке и блюзе 1960-70-х годов. Даунинг неоднократно заявлял, что на него сильное влияние оказал Джими Хендрикс, на Типтона в ранние годы его игры повлияли Эрик Клэптон, Джон Майал, Лесли Уэст, Пол Коссоф, Питер Грин и Рори Галлахер. Примером вокального мастерства для Хэлфорда были Фрэнк Синатра, Дэвид Байрон (Uriah Heep) и Роберт Плант (Led Zeppelin). Влияние на игру Иэна Хилла оказал басист Cream Джек Брюс.
Новаторской игрой своих гитаристов Даунинга и Типтона, которые не только расширили диапазон звучания гитарных партий, но и просто играли быстрее и громче всех современных групп, Judas Priest также оказали значительное влияние на последующее развитие как самого стиля хэви-метал, так и смежных с ним жанров: спид-, пауэр-, трэш-метал. Сценический имидж группы имел ещё более широкое влияние: кожаная одежда с металлическими заклёпками Хэлфорда стала неотъемлемой частью металлического антуража. В целом значение коллектива для дальнейшего развития метала было столь велико, что MTV.com назвал группу самой влиятельной метал-группой после Black Sabbath.

## Состав

### Текущий состав
- Иэн Хилл — бас-гитара, иногда бэк-вокал (1970—наши дни)
- Роб Хэлфорд — ведущий вокал (1973—1992, 2003—наши дни)
- Гленн Типтон — гитара, клавишные, синтезатор, бэк-вокал (1974—наши дни; с 2018 года отдельные выступления из-за болезни)
- Скотт Трэвис — ударные (1989—наши дни), бэк-вокал (2014—наши дни)
- Ричи Фолкнер — гитара, бэк-вокал (2011—наши дни)

### Концертный участник
- Энди Снип[англ.] — продюсер, гитара, бэк-вокал (2018—2022, 2022—наши дни)

### Бывшие участники
- Эл Аткинс — ведущий вокал (1969—1973)
- Джон Перри — гитара (1969; до самой смерти)[74][75]
- Эрни Чатуэй — гитара (1969—1970; умер в 2014)
- Бруно Степпенхилл — бас-гитара (1969—1970)
- Джон Пэттридж — ударные (1969—1970)
- Фред Вули — ударные (1970)
- К. К. Даунинг — гитара, синтезатор, бэк-вокал (1970—2011)
- Джон Эллис — ударные (1970—1971)
- Алан Мур — ударные (1971—1972, 1975—1976)
- Крис Кампбелл — ударные (1972—1973)
- Джон Хинч — ударные (1973—1975; умер в 2021)
- Лесли Бинкс — ударные (1977—1979; умер в 2025)
- Дейв Холланд — ударные (1979—1989; умер в 2018)
- Тим Оуэнс — ведущий вокал (1996—2003)

### Сессионные музыканты
- Саймон Филлипс — ударные на Sin After Sin (1977)
- Дон Эйри — клавишные, синтезатор в Painkiller (1990), Demolition (2001), Angel of Retribution (2005), Nostradamus (2008)

## Дискография
Дискография Judas Priest насчитывает 19 студийных альбомов, 5 концертных и 17 сборников.

### Студийные альбомы
- Rocka Rolla (1974)
- Sad Wings of Destiny (1976)
- Sin After Sin (1977)
- Stained Class (1978)
- Killing Machine (1978)
- British Steel (1980)
- Point of Entry (1981)
- Screaming for Vengeance (1982)
- Defenders of the Faith (1984)
- Turbo (1986)
- Ram It Down (1988)
- Painkiller (1990)
- Jugulator (1997)
- Demolition (2001)
- Angel of Retribution (2005)
- Nostradamus (2008)
- Redeemer of Souls (2014)
- Firepower (2018)
- Invincible Shield (2024)

### DVD/Video
- 1983: Judas Priest Live (VHS)
- 1986: Fuel for Life (VHS)
- 1987: Priest… Live (VHS)
- 1991: Painkiller (VHS)
- 1993: Metal Works 73-93 (VHS)
- 2001: British Steel (DVD)
- 2002: Live in London (DVD)
- 2003: Electric Eye (DVD)
- 2005: Rising in the East (DVD)
- 2006: Live Vengeance '82 (DVD)
- 2010: Live British Steel. 30th Anniversary (DVD)
- 2011: The Chosen Few, составлен фэнами-коллегами

Видеография Judas Priest, вопреки своему незначительному объёму в сравнении с визуальным наследием других представителей жанра хэви-метал, всё же полноценно отражает развитие группы на протяжении всей многолетней истории.
Издание своих видеоработ Judas Priest начали довольно поздно (спустя практически 15 лет после своего появления) с выпуска концертной записи Judas Priest Live, которая отражала их концерт в Мемфисе во время Screaming for Vengeance tour. В скором времени последовало издание сборника клипов Fuel for Life, который через год был дополнен появлением записи живого выступления в Далласе, получившей название Priest...Live!. Причём, если на одноимённом виниле содержалось лишь 15 песен, в видеоверсию вошёл практически весь концертный сет.
Имея в своём багаже сборник промовидео и концертные записи, группа принялась за создание документального видео, что соответствовало духу того времени. Metal Works '73-'93, укомплектованные двойным CD с аудио-творениями группы под тем же названием, появились в 1993 году. Интервью с четырьмя главными участниками группы — Робом Хэлфордом, Иэном Хиллом, К. К. Даунингом и Гленом Типтоном — органично соединялись со вставками из промоклипов и живых выступлений. Однако недостатком как этой, так и других документальных работ того времени (Alice Cooper’s Prime Cuts, Kiss' X-Treme Close-Up) было отсутствие песен целиком. Кроме этого, большинство живых выступлений были взяты с одного-единственного концерта Judas Priest в Мемфисе в 1983 году.
Появление нового вокалиста (Тима «Потрошителя» Оуэнса) долгое время не фиксировалось на плёнку, и только в 2002 году с выходом Live in London эра Риппера в Judas Priest была запечатлена на DVD. Данный концерт был снят в лондонской Brixton Academy и, помимо самого выступления группы, включает закулисные съёмки, интервью с членами группы, а также показывает Judas Priest во время саундчека.
За год до этого Judas Priest выпустили DVD, фиксирующее создание их классического альбома British Steel. Идея не была оригинальной, так как компании Eagle Eye Media и Pioneer Entertainment выпускали серию видеоисторий о классических альбомах рока, и Judas Priest стали одними из немногих избранных.
В 2003 году группа выпустила DVD Electric Eye, который можно считать равноценной заменой Fuel for Life и Priest…Live в силу содержания на одном диске как упомянутого концерта, так и всех клипов за историю группы с участием Хэлфорда. DVD укомплектован дискографией группы и раритетным видео, фиксирующем появление Priest на телевидении (молодой Хэлфорд предстаёт перед зрителями с длинными волосами).
Воссоединение группы не могло быть оставлено без документального подтверждения. Rising in the East демонстрирует выступление коллектива в Токио (зал «Будокан») во время Retribution Tour. Пытаясь воссоздать на плёнке доподлинную атмосферу концерта, группа в процессе создания DVD отказалась от первоначального замысла выпускать укороченные версии обоих концертов в Будокане, отдав предпочтение второму выступлению. Сет-лист выступления отражает историю группы за всю её 30-летнюю карьеру, включая как самые ранние вещи с Sad Wings of Destiny, так и последние творения Angel of Retribution. Эра Риппера была обделена вниманием, хотя в своих интервью Хэлфорд и говорил, что считает период пребывания Оуэнса в группе столь же значимым для Judas Priest, сколь и все остальные.
В 2006 году, продолжая переиздание своих работ, Judas Priest выпустили DVD Live Vengeance’82. Он воспроизводит тот самый концерт в Мемфисе 12 декабря 1982 года, который уже не один раз перевыпускался: на VHS как Judas Priest Live, как DVD дополнение к бокс-сету Metalogy и, наконец, как самостоятельный DVD.

## Цитаты
Я не думаю о Van Halen как о хеви-металической группе. Когда я думаю о хеви-метал, я подразумеваю Judas Priest. — Эдди Ван Хален (Van Halen)
Оригинальный текст (англ.)I don’t think of Van Halen as being heavy metal. When I think of heavy metal, I think of Judas Priest

Не было бы хеви-метала без Judas Priest. — Скотт Йен (Anthrax)
Оригинальный текст (англ.)There would be no heavy metal without Judas Priest.

Настоящий метал для меня — это Judas Priest, потому что они не имеют других качеств, кроме металических. Они поистине чистый, 100-процентный метал, в то время как такая группа, как Metallica, прошла через этапы, которые не были столь металическими. — Майкл Эмотт, Arch Enemy
Оригинальный текст (англ.)Real metal for me is Judas Priest, because they don’t have any other qualities except metal. They’re just pure, 100-percent metal, whereas a band like Metallica has gone through stages where they weren’t so metal.

Я услышал первую мелодию Priest, когда мне было кажется 10 лет. Это был Painkiller, и он меня сразил наповал. Весь этот альбом по-прежнему один из самых лучших метал-альбомов всех времён. — Алекси Лайхо, Children of Bodom.
Оригинальный текст (англ.)The first Priest tune I ever heard was 'Painkiller' when I was, like, 10 years old, and it just blew me away. That whole album is still one of the best metal albums ever.

Judas Priest. Благодаря им пришло понимание, какую именно музыку я хотел бы играть.